# Mazhai, Henan
Mazhai (kinesiska: 马寨, 马寨镇) är en köping i Kina. Den ligger i provinsen Henan, i den centrala delen av landet, omkring 14 kilometer sydväst om provinshuvudstaden Zhengzhou. Antalet invånare är 46 687. Befolkningen består av 22 247 kvinnor och 24 440 män. Barn under 15 år utgör 9,0 %, vuxna 15-64 år 85 %, och äldre över 65 år 4,0 %.
Genomsnittlig årsnederbörd är 604 millimeter. Den regnigaste månaden är juli, med i genomsnitt 133 mm nederbörd, och den torraste är januari, med 5 mm nederbörd.